# Mokong
 (août 2025).
La mise en forme du texte ne suit pas les recommandations de Wikipédia : il faut le « wikifier ».
Les points d'amélioration suivants sont les cas les plus fréquents. Le détail des points à revoir est peut-être précisé sur la page de discussion.
- Les titres sont pré-formatés par le logiciel. Ils ne sont ni en capitales, ni en gras.
- Le texte ne doit pas être écrit en capitales (les noms de famille non plus), ni en gras, ni en italique, ni en « petit »…
- Le gras n'est utilisé que pour surligner le titre de l'article dans l'introduction, une seule fois.
- L'italique est rarement utilisé : mots en langue étrangère, titres d'œuvres, noms de bateaux, etc.
- Les citations ne sont pas en italique mais en corps de texte normal. Elles sont entourées par des guillemets français : « et ».
- Les listes à puces sont à éviter, des paragraphes rédigés étant largement préférés. Les tableaux sont à réserver à la présentation de données structurées (résultats, etc.).
- Les appels de note de bas de page (petits chiffres en exposant, introduits par l'outil «  Source ») sont à placer entre la fin de phrase et le point final[comme ça].
- Les liens internes (vers d'autres articles de Wikipédia) sont à choisir avec parcimonie. Créez des liens vers des articles approfondissant le sujet. Les termes génériques sans rapport avec le sujet sont à éviter, ainsi que les répétitions de liens vers un même terme.
- Les liens externes sont à placer uniquement dans une section « Liens externes », à la fin de l'article. Ces liens sont à choisir avec parcimonie suivant les règles définies. Si un lien sert de source à l'article, son insertion dans le texte est à faire par les notes de bas de page.
- La présentation des références doit suivre les conventions bibliographiques. Il est recommandé d'utiliser les modèles {{Ouvrage}}, {{Chapitre}}, {{Article}}, {{Lien web}} et/ou {{Bibliographie}}. Le mode d'édition visuel peut mettre en forme automatiquement les références.
- Insérer une infobox (cadre d'informations à droite) n'est pas obligatoire pour parachever la mise en page.

Pour une aide détaillée, merci de consulter Aide:Wikification.
Si vous pensez que ces points ont été résolus, vous pouvez retirer ce bandeau et améliorer la mise en forme d'un autre article.
Mokong est une localité du Cameroun, située dans le département du Mayo-Tsanaga, région de l'extrême-Nord. Elle est rattachée à la commune de Mokolo. Couvrant une superficie de 161 km², le Canton de Mokong se situe à 40 kilomètres au Sud-Est de Mokolo, à mi-chemin sur le tronçon Maroua-Mokolo.

## Population
Lors du troisième recensement général de la population et de l'habitat du Cameroun, la population du Canton comptait 16 241 habitants dont 8 035 de sexe masculin et 8 206 de sexe féminin.

## Situation administrative
Mokong est un chef-lieu du canton le plus peuplé de la commune de Mokolo.
Outre Mokong-centre, le canton comprend plus de 20 villages, entre autres :
- Lamordé
- Gadalao
- Goudour
- Gouloua
- Katamsa
- Kilwo
- Mowo
- Mingliya
- Momboi
- Mosso
- Tchoumpel
- Tsoukefs
- Tsembi
- Maskaï
- Mbéver
- Singomabara

## Langue et ethnie
Le Cameroun étant un pays remplit de diversités culturelle, le continent de Mokong est également constitué des diverses langues et ethnies. Le Guiziga, le mofu-gudhur et d’une communauté musulmanne. Ainsi, quelque communauté du sud aussi y sont retrouvés. Cependant, La langue majoritairement parlée est le mofu-gudur.
L'ethnie majoritaire est probablement Mofu-gudur. Malgré l'assimilation administrative, cette ethnie est à distinguer des Mofu, présents dans le Diamaré, avec qui elle présente des différences culturelles et linguistiques notables.

## Économie
l’activité économique du canton de Mokong est dominée par l’agriculture (maïs, mil rouge, sorghos, arachides, haricots blanc etc.) et l’élève (caprins, volailles, bovins etc.)
Pour écouler ses biens et services sur le marché, Mokong possède le marché le plus actif de la commune. Pour en citer que : Marché de Mokong Centre. 

## Équipements
Le Canton de Mokong possède un hôpital, un Centre en ophtalmologie le plus performant de la région, et cinq
(5) Centres de santé intégré, couvrant une population estimée à 25 419 habitants. Pour en savoir, veillez consulter https://omgrandnord-uebc.org/.

## Éducation
Mokong possède un grand lycée d'enseignement secondaire, une école maternelle et primaire bilingues et des dizaines d'écoles primaires francophones. Pour lutter contre les difficultés d'accès à l'emploi, le plan communal de développement de Mokolo, en date de 2014, prévoyait d'amorcer un plaidoyer pour la création d'une SAR/SM (Section Artisanale Rurale / Section Ménagère) à Mokong.